# Gazella bennettii
Gazella bennettii är en däggdjursart som först beskrevs av William Henry Sykes 1831.  Gazella bennettii ingår i släktet gaseller och familjen slidhornsdjur. IUCN kategoriserar arten globalt som livskraftig.
Inga underarter finns listade i Catalogue of Life. Wilson & Reeder (2005) skiljer mellan 6 underarter. Artepitet i det vetenskapliga namnet hedrar naturforskaren Edward Turner Bennett.

## Utseende
Arten är 0,9 till 1,2 meter lång (huvud och bål), har en kort svans och en mankhöjd av 0,6 till 0,8 meter. Adulta individer väger 20 till 25 kg. Honor är allmänt mindre än hannar. Pälsen på ovansidan är huvudsakligen sandfärgad med gul eller röd skugga och undersidan är vitaktig. Vid gränsen mellan dess två färger finns en mörkare brun strimma. Nosens ovansida är mörk och på andra delar av huvudet förekommer ljusa eller mörka strimmor. Under årets kalla månader blir pälsen mera gråaktig.
Horn finns hos båda kön men hannars horn är längre och tjockare. De har ringar och är efter mitten böjd åt sidan. Vid spetsen är hornen åter böjda åt insidan. Stora hannar kan ha 25 till 30 cm långa horn.

## Utbredning
Denna gasell förekommer i södra och sydvästra Asien från centrala Iran till Indien. Habitatet utgörs av torra landskap som halvöknar, buskskogar och öppna skogar. I bergstrakter når arten 1500 meter över havet. Gazella bennettii hämtar sin föda ibland från jordbruksmark.

## Ekologi
Gazella bennettii är aktiv mellan skymningen och gryningen. Den lever ensam, som en liten familjegrupp (hona med ungar) eller som flock med 8 till 10 medlemmar. I sällsynta fall bildas grupper med upp till 25 exemplar. Kommunikationen sker med ljud som påminner om nysningar samt genom att trumma på marken.
Arten äter olika växtdelar som gräs, örter, blad, frukter och grönsaker. Den jagas själv av olika rovdjur och rovlevande fåglar. Parningen sker under våren och hösten. Under denna tid strider hannar mot varandra om rätten att para sig. Dräktigheten varar 5 till 5,5 månader och sedan föds en eller ibland två ungar. Ungarna diar sin mor cirka två månader och de följer honan upp till ett år. Honor kan para sig efter ett år och hannar efter två år.
Flera exemplar drabbas av parasiten Hypoderma diana som tillhör styngflugorna. Den lägger sina ägg på antilopens ben och när gasellen slickar benen hamnar äggen i tarmen. Styngflugans larver vandrar sedan mot huden och orsakar där knölar. När svullnaden öppnas bildas sår.